# La Neuville-en-Tourne-à-Fuy
 La Neuville-en-Tourne-à-Fuy  là một xã ở tỉnh Ardennes, thuộc vùng Grand Est ở phía bắc nước Pháp.